# Vernunftwahrheiten und Tatsachenwahrheiten
Die Vernunftwahrheiten und Tatsachenwahrheiten – vérités de raison et vérites de fait –  bezeichnen bei Gottfried Wilhelm Leibniz zwei Arten von Wahrheiten.
Die Vernunftwahrheiten sind notwendig, die Tatsachenwahrheiten sind jedoch nicht ohne einen Abgleich mit der Wirklichkeit zu ermitteln. Eine Tatsachenwahrheit kann sein: „Es regnet draußen“ – man muss nachsehen, ob das gerade „der Fall“ ist. Zu den primären Vernunftwahrheiten zählen die logischen Gesetze. Leibniz nennt die rationalen Momente identisch, denn sie sind die Wiederholung des Gleichen, ohne dass sie den Menschen etwas Neues über die Dinge mitteilen.
Die durch die These von Leibniz konstatierten Bereiche unterschiedlichen Wahrheitsanspruchs entwickelte Ludwig Wittgenstein in seinen Schriften Tractatus Logico-Philosophicus (1922) und Über Gewißheit (postum erstveröffentlicht 1969) weiter. Unter Punkt 6.1 schreibt er im Tractatus, „Die Sätze der Logik sind Tautologien, [6.11:] Die Sätze der Logik sagen also Nichts (Sie sind analytische Sätze).“ In Über Gewißheit schloss Wittgenstein an diese Überlegungen illustrativ Fragen über den Wahrheitsgehalt mathematischer Gleichungen an. Dass der Satz „12 × 12 = 144“ wahr ist, folgt nicht aus einem Blick auf die Realität; es folgt den Grundannahmen, nach denen das Zahlensystem definiert wird. Wenn man so definiert, ist das auch das Ergebnis. Ähnlich die Beobachtung: „ein weißer Schimmel“: sie ist auch nicht wahrer als die Beobachtung „ein Schimmel“. Schließlich ist ein Schimmel bereits die Definition eines weißen Pferdes. Es wäre darum besser, nicht von einer „Beobachtung“ und einer in ihr festgestellten „Tatsachenwahrheit“ zu sprechen, sondern von einer tautologischen Aussage.
An Wittgensteins Sicht, dass die logischen Gesetze keine Widerspiegelung der Realität seien, schlossen sich Rudolf Carnap und andere   Neopositivisten an. Carnap unterschied dabei zwei Arten von Wahrheiten:
- logische, notwendige, auf der Bedeutung aufgebaute und
- empirische, zufällige, von den Tatsachen der Welt abhängige

Hinsichtlich der logischen Wahrheiten genügt es, die Aussage zu verstehen, um ihre Wahrhaftigkeit zu ermitteln. Jenseits der sprachlichen Fakten wird hier nichts anderes vorausgesetzt. Nach Carnap liefern die analytischen Urteile (d. h. die Tautologien) keinerlei Information von der Welt und die synthetischen Urteile eine bestimmte Information.